# Saint-Aubin-sur-Mer, Calvados

Saint-Aubin-sur-Mer este o comună în departamentul Calvados, Franța. În 1 ianuarie 2022 avea o populație de 2.125 de locuitori.